# دبیرستان سی.ام. واشینگتن
دبیرستان سانتی‌متر واشینگتن یک مدرسه ابتدایی و متوسطه برای افراد سیاه‌پوست در Thibodaux، لوئیزیانا بود.

## توضیح
سانتی‌متر. دبیرستان واشینگتن یک مدرسه ابتدایی و متوسطه برای افراد سیاه‌پوست در Thibodaux، لوئیزیانا بود. بخشی از مدارس دولتی Lafourche Parish این بود که تنها مدرسه K-12 در Lafourche Parish برای افراد سیاه‌پوست بود و اولین برنامه دبیرستان برای افراد سیاه‌پوست در Thibodaux است.Cordelia Matthews واشینگتن مدرسه شرکت Negro در اوایل دهه ۱۹۰۰ را تأسیس کرد. او در سال ۱۹۳۷ درگذشت و دبیرستان واشینگتن در سال ۱۹۴۲ به افتخار او تغییر نام یافت.
ساختمان مدرسه نهایی در ۸ دسامبر سال ۱۹۵۰ تعهد خود را به دست آورد. لئولا آ. واشینگتن اولین مدرسه بخش ابتدایی مدرسه بود و پروفسور رابرت ماری هریس اولین مدرسه بخش دبیرستان بود.
در سال ۱۹۶۸ ساختمان مدرسه به عنوان یک مدرسه ابتدایی جنوب Thibodaux به دلیل یکپارچگی نژادی مجدداً تعیین شد. دانش آموزان سیاه‌پوست به دبیرستان‌هایی که قبلاً سفیدپوست شده‌اند، دبیرستان Thibodaux، دبیرستان لفورچ مرکزی و دبیرستان South Lafourche رفتند.
در سال ۲۰۰۸ اعضای کمپانی C.M. واشینگتن فارغ التحصیلان پیشنهاد تغییر نام South Thibodaux ابتدایی پس از Cordelia متیو واشینگتن. آلن چپل کلیسای AME کلیسای انقلاب نلسون دن تیلور، همچنین این تغییر نام را در سال ۲۰۱۳ پیشنهاد داده شد.